# Ablephica
Ablephica là một subchi of the Blepharita chi bướm đêm thuộc họ Noctuidae.